# Zgrada u Getu 1 u Supetru
Zgrada u gradiću Supetru, Get 1, predstavlja zaštićeno kulturno dobro.

## Opis
Uska stambena trokatnica na istočnom dijelu supetarske rive. Građena je od pravilnih klesanaca, a na prvom katu je balkon čiju profiliranu ploču nose dvije dvostruko profilirane konzole s ogradom od jednostavnih kamenih stupića. Balon se preko lučnog mosta spaja s južnom kućom. Izrazitoj vertikalnosti kuće s kraja 18. st. pridonosi njeno usko pročelje i postavljanje otvora u istoj osi.

## Zaštita
Pod oznakom Z-1435 zavedena je pod vrstom "nepokretno kulturno dobro - pojedinačno", pravna statusa zaštićena kulturnog dobra, klasificirano kao "stambene građevine".